# César Cañas Paredes
César Cañas Paredes   (Barcelona, 3 de maig de 1975) és un ciclista català d'elit que ha destacat en la pràctica del biketrial, esport en què és considerat un dels millors pilots de la història. Durant la seva carrera en aquesta modalitat en guanyà 11 Campionats del Món (8 dels quals, consecutius i en la categoria màxima), essent el pilot que més n'ha guanyat mai. Al mateix temps, assolí altres èxits com ara 8 Campionats d'Espanya, 4 Copes del Món, més de 150 victòries, un rècord Guinness i diversos de mundials.
Retirat de la competició el 2008, actualment dirigeix la Cesar Cañas Trial Academy a Premià de Dalt (Maresme), escola de bicitrial inaugurada el 2007.

## Trajectòria esportiva
Nascut al barri barceloní de Canyelles, Cañas va començar a practicar el bicitrial a 14 anys (cap a 1989), després d'haver vist uns nois del seu barri entrenant amb les bicicletes. De seguida, n'hi va demanar una al seu pare i un cop aquest l'hi comprà (concretament, una Monty, marca que pilotà durant tota la seva carrera), va fer-hi ràpids progressos i ja el 1990 va disputar la seva primera cursa, classificant-s'hi en vuitena posició. El 1992 començà a competir en el Campionat del Món en categoria júnior, i un any després, a 18 anys, fou promogut a la màxima categoria d'aquest esport, Elit.
Durant tota la seva etapa en l'alta competició, Cañas destacà pel seu alt poder de concentració, impuls i habilitat, superant les zones amb gran rapidesa. Al final de la seva carrera, es va associar amb el seu màxim rival i company d'equip, Ot Pi, dedicant-se a oferir plegats tota mena d'exhibicions amb la seva empresa Bike Shows Team.

## Palmarès
Els principals èxits esportius aconseguits per César Cañas són els següents:
| Any   | C. del Món  | C. del Món                  | Copa del Món indoor | C. d'Europa | C. d'Espanya | Títols |
| Any   | Elit        | Altres                      | Copa del Món indoor | C. d'Europa | C. d'Espanya | Títols |
| ----- | ----------- | --------------------------- | ------------------- | ----------- | ------------ | ------ |
| 1992  |             |                             |                     |             | 1r Júnior    | 1      |
| 1993  | 4t          | 1r Júnior + 1r Expert (26") | 3r                  |             | 2n           | 2      |
| 1994  |             |                             |                     |             |              | -      |
| 1995  | 1r          |                             | 1r                  |             | 1r           | 3      |
| 1996  | 1r          |                             |                     |             | 2n           | 1      |
| 1997  | 1r          |                             |                     |             | 1r           | 2      |
| 1998  | 1r          |                             | 1r                  |             | 1r           | 3      |
| 1999  | 1r          |                             |                     |             | 1r           | 2      |
| 2000  | 1r          |                             | 1r                  |             | 1r           | 3      |
| 2001  | 1r          |                             |                     |             | 1r           | 2      |
| 2002  | 1r          |                             |                     |             |              | 1      |
| 2003  | 2n          |                             |                     |             |              | -      |
| 2004  | 2n          |                             |                     |             |              | -      |
| 2005  | 2n          |                             |                     | 1r          |              | 1      |
| 2006  |             |                             |                     |             |              | -      |
| 2007  |             | 1r Màster (26")             |                     | 1r          | 1r           | 3      |
| 2008  |             |                             |                     |             |              | -      |
| Total | 8           | 3                           | 4                   | 2           | 8            | 25     |
|       | 15 mundials |                             |                     |             |              |        |

Notes
1. ↑  Tret que s'indiqui el contrari, la classificació consignada l'aconseguí amb bicicleta de 20"
2. ↑  Tret que s'indiqui expressament, la classificació consignada l'aconseguí en categoria Elit
3. ↑  Al total de títols s'hi compten tots els campionats estatals o internacionals guanyats
4. ↑  El 2006 va descansar per prudència, a causa d'una lesió d'esquena
5. ↑  En total va guanyar 4 Copes del Món, una de les quals en any no aclarit

## Rècords
César Cañas ha aconseguit els següents rècords:
- 1 Rècord Guinness: 
  - Salt de longitud: 2,95 m (en un programa d'Antena 3 TV, en companyia d'Ot Pi)[3]
- 3 Rècords del món:
  - Pujada d'esglaó lateral: 1,48 metres[4]
  - Salt d'alçada: 1,214 metres[3]
  - Rècord del Món de salt de 40 tanques en 90 segons

Finalment, Cañas ostenta també diversos rècords pel que fa al seu palmarès, com ara:
- El pilot amb més campionats del món guanyats: 11
- El pilot amb més campionats del món guanyats en categories Elit + Màster: 9
- El pilot amb més campionats del món guanyats en categoria Elit: 8
- El pilot amb més proves guanyades del Campionat del Món a les categories Elit + Màster: 28
- El pilot amb més proves guanyades del Campionat del Món a la categoria Elit: 26